# Torneo Clausura 2019 (Perú)
El Liga 1 Clausura fue el último de los dos torneos cortos que forma parte de la Liga 1 2019. Empezó el 12 de julio y terminó el 24 de noviembre de 2019.

## Formato
Los dieciocho equipos jugarán entre sí mediante sistema de todos contra todos una vez totalizando diecisiete partidos cada uno. Al término de las diecisiete fechas el primer equipo se proclamará campeón.
El campeón del Torneo Clausura clasificará a los Playoffs y a la Copa Libertadores 2020, siempre y cuando se ubique entre los ocho primeros de la Tabla de Acumulada culminados los dos Torneos. En caso de que no logre ubicarse dentro de dicha posición, será reemplazado por el Club mejor ubicado en la Tabla Acumulada después de los tres torneos y que no haya clasificado a los Playoffs.

## Equipos participantes
En el torneo participaran 18 equipos: los 14 primeros clasificados en la tabla acumulada del Campeonato Descentralizado 2018, el campeón de la Segunda División 2018, el campeón de la Copa Perú 2018 y el primer y segundo puesto del Cuadrangular de Ascenso 2018 disputado entre los segundos y terceros puestos de la Segunda División y Copa Perú respectivamente.

## Tabla de posiciones

### Clasificación
|                                                               | Pos. | Equipo               | PJ | PG | PE | PP | GF | GC | DG  | Puntos |  |
| ------------------------------------------------------------- | ---- | -------------------- | -- | -- | -- | -- | -- | -- | --- | ------ |  |
|                                                               | 1.°  | Alianza Lima (G)     | 17 | 10 | 5  | 2  | 32 | 23 | +9  | 35     |  |
|                                                               | 2.°  | Universitario        | 17 | 9  | 6  | 2  | 16 | 10 | +6  | 33     |  |
|                                                               | 3.°  | Sporting Cristal     | 17 | 9  | 4  | 4  | 31 | 20 | +11 | 31     |  |
|                                                               | 4.°  | Deportivo Binacional | 17 | 7  | 7  | 3  | 30 | 13 | +17 | 28     |  |
|                                                               | 5.°  | Carlos A. Mannucci   | 17 | 7  | 7  | 3  | 19 | 18 | +1  | 28     |  |
|                                                               | 6.°  | Sport Boys           | 17 | 7  | 6  | 4  | 23 | 21 | +2  | 27     |  |
|                                                               | 7.°  | Univ. San Martín     | 17 | 6  | 8  | 3  | 21 | 15 | +6  | 26     |  |
|                                                               | 8.°  | Sport Huancayo       | 17 | 7  | 5  | 5  | 24 | 21 | +3  | 26     |  |
|                                                               | 9.°  | F. B. C. Melgar      | 17 | 7  | 3  | 7  | 29 | 22 | +7  | 24     |  |
|                                                               | 10.° | Ayacucho F. C.       | 17 | 6  | 4  | 7  | 17 | 21 | -4  | 22     |  |
|                                                               | 11.° | Real Garcilaso       | 17 | 6  | 3  | 8  | 19 | 16 | +3  | 21     |  |
|                                                               | 12.° | Unión Comercio       | 17 | 5  | 4  | 8  | 21 | 27 | -6  | 19     |  |
|                                                               | 13.° | Alianza Universidad  | 17 | 5  | 4  | 8  | 17 | 26 | -9  | 19     |  |
|                                                               | 14.° | Univ. César Vallejo  | 17 | 4  | 6  | 7  | 15 | 19 | -4  | 18     |  |
|                                                               | 15.° | Academia Cantolao    | 17 | 4  | 4  | 9  | 23 | 30 | -7  | 16     |  |
|                                                               | 16.° | UTC de Cajamarca     | 17 | 2  | 8  | 7  | 12 | 22 | -10 | 14     |  |
|                                                               | 17.° | Pirata F. C.         | 17 | 3  | 4  | 10 | 12 | 30 | -18 | 9      |  |
|                                                               | 18.° | Deportivo Municipal  | 17 | 3  | 4  | 10 | 20 | 27 | -7  | 8      |  |
| Última actualización: 24 de noviembre de 2019. Fuente: Liga 1 |      |                      |    |    |    |    |    |    |     |        |  |

|  | Ganador del Clausura. Clasificado a los Play-offs del campeonato. (G) |

| 1. 2. |

### Evolución de la clasificación
| Jornada / Equipo     | 1  | 2  | 3  | 4  | 5  | 6  | 7  | 8  | 9  | 10 | 11 | 12 | 13 | 14 | 15 | 16 | 17 |
| Jornada / Equipo     |    |    |    |    |    |    |    |    |    |    |    |    |    |    |    |    |    |
| -------------------- | -- | -- | -- | -- | -- | -- | -- | -- | -- | -- | -- | -- | -- | -- | -- | -- | -- |
| Alianza Lima         | 4  | 2  | 6  | 3  | 4  | 2  | 3  | 2  | 3  | 3  | 2  | 3  | 1  | 1  | 1  | 1  | 1  |
| Universitario        | 5  | 3  | 2  | 6  | 3  | 3  | 2  | 1  | 1  | 1  | 1  | 1  | 2  | 2  | 2  | 3  | 2  |
| Sporting Cristal     | 1  | 5  | 3  | 7  | 5  | 6  | 5  | 3  | 2  | 2  | 3  | 2  | 3  | 3  | 3  | 2  | 3  |
| Deportivo Binacional | 9  | 13 | 12 | 8  | 9  | 9  | 11 | 9  | 8  | 5  | 7  | 5  | 4  | 4  | 5  | 6  | 4  |
| Carlos A. Mannucci   | 14 | 8  | 14 | 10 | 10 | 7  | 6  | 5  | 4  | 7  | 6  | 7  | 7  | 6  | 6  | 7  | 5  |
| Sport Boys           | 12 | 15 | 17 | 17 | 14 | 11 | 8  | 7  | 9  | 9  | 9  | 9  | 9  | 8  | 8  | 7  | 6  |
| Univ. San Martín     | 2  | 1  | 1  | 4  | 8  | 10 | 10 | 11 | 12 | 12 | 13 | 13 | 14 | 12 | 9  | 8  | 7  |
| Sport Huancayo       | 18 | 11 | 5  | 2  | 1  | 1  | 1  | 4  | 5  | 6  | 5  | 6  | 5  | 5  | 4  | 5  | 8  |
| F. B. C. Melgar      | 15 | 6  | 4  | 1  | 6  | 4  | 4  | 8  | 7  | 10 | 8  | 8  | 8  | 9  | 11 | 10 | 9  |
| Ayacucho F. C.       | 6  | 12 | 7  | 11 | 11 | 12 | 13 | 14 | 13 | 11 | 10 | 10 | 10 | 10 | 13 | 12 | 10 |
| Real Garcilaso       | 16 | 17 | 15 | 16 | 17 | 17 | 15 | 15 | 15 | 15 | 14 | 12 | 11 | 11 | 12 | 11 | 11 |
| Unión Comercio       | 13 | 16 | 8  | 5  | 2  | 5  | 7  | 6  | 6  | 4  | 4  | 4  | 6  | 7  | 7  | 9  | 12 |
| Alianza Universidad  | 11 | 7  | 13 | 9  | 7  | 8  | 9  | 10 | 10 | 8  | 11 | 11 | 12 | 14 | 10 | 13 | 13 |
| Univ. César Vallejo  | 10 | 14 | 9  | 12 | 12 | 13 | 14 | 12 | 14 | 14 | 15 | 15 | 13 | 15 | 15 | 15 | 14 |
| Academia Cantolao    | 3  | 4  | 11 | 13 | 16 | 15 | 12 | 13 | 11 | 13 | 12 | 14 | 15 | 13 | 14 | 14 | 15 |
| UTC de Cajamarca     | 17 | 18 | 18 | 18 | 18 | 18 | 18 | 18 | 18 | 17 | 17 | 17 | 16 | 16 | 16 | 16 | 16 |
| Pirata F. C.         | 8  | 10 | 16 | 15 | 15 | 16 | 16 | 16 | 16 | 16 | 16 | 16 | 17 | 17 | 18 | 18 | 17 |
| Deportivo Municipal  | 7  | 9  | 10 | 14 | 13 | 14 | 17 | 17 | 17 | 18 | 18 | 18 | 18 | 18 | 17 | 17 | 18 |

## Resultados
| Fecha 1             | Fecha 1   | Fecha 1              | Fecha 1                   | Fecha 1     | Fecha 1 | Fecha 1  |
| Local               | Resultado | Visitante            | Estadio                   | Fecha       | Hora    | TV       |
| ------------------- | --------- | -------------------- | ------------------------- | ----------- | ------- | -------- |
| Ayacucho F. C.      | 1 – 0     | Carlos A. Mannucci   | Ciudad de Cumaná          | 12 de julio | 15:30   | Gol Perú |
| Univ. César Vallejo | 1 – 1     | Deportivo Binacional | Mansiche                  | 12 de julio | 20:00   | Gol Perú |
| Sporting Cristal    | 3 – 0     | Sport Huancayo       | Alberto Gallardo          | 13 de julio | 11:15   | Gol Perú |
| UTC de Cajamarca    | 0 – 2     | Univ. San Martín     | Héroes de San Ramón       | 13 de julio | 15:30   | Gol Perú |
| Academia Cantolao   | 2 – 1     | Alianza Universidad  | Miguel Grau               | 13 de julio | 17:45   | Gol Perú |
| Universitario       | 2 – 1     | Unión Comercio       | Monumental                | 13 de julio | 20:00   | Gol Perú |
| Deportivo Municipal | 1 – 0     | F. B. C. Melgar      | Segundo Aranda Torres     | 14 de julio | 13:00   | Gol Perú |
| Sport Boys          | 1 – 2     | Alianza Lima         | Miguel Grau               | 14 de julio | 16:00   | Gol Perú |
| Real Garcilaso      | 0 – 1     | Pirata F. C.         | Inca Garcilaso de la Vega | 15 de julio | 15:30   | Gol Perú |

| Fecha 2              | Fecha 2   | Fecha 2             | Fecha 2                      | Fecha 2     | Fecha 2 | Fecha 2  |
| Local                | Resultado | Visitante           | Estadio                      | Fecha       | Hora    | TV       |
| -------------------- | --------- | ------------------- | ---------------------------- | ----------- | ------- | -------- |
| Alianza Lima         | 2 – 1     | Sporting Cristal    | Alejandro Villanueva         | 19 de julio | 20:00   | Gol Perú |
| Deportivo Binacional | 1 – 1     | Academia Cantolao   | Guillermo Briceño Rosamedina | 20 de julio | 15:30   | Gol Perú |
| Carlos A. Mannucci   | 2 – 1     | UTC de Cajamarca    | Mansiche                     | 20 de julio | 17:45   | Gol Perú |
| F. B. C. Melgar      | 3 – 0     | Ayacucho F. C.      | Monumental de la UNSA        | 20 de julio | 20:00   | Gol Perú |
| Univ. San Martín     | 2 – 1     | Real Garcilaso      | Alberto Gallardo             | 21 de julio | 11:15   | Gol Perú |
| Unión Comercio       | 1 – 1     | Sport Boys          | IPD de Moyobamba             | 21 de julio | 13:30   | Gol Perú |
| Alianza Universidad  | 2 – 1     | Deportivo Municipal | Heraclio Tapia               | 21 de julio | 15:30   | –        |
| Pirata F. C.         | 0 – 1     | Universitario       | Francisco Mendoza Pizarro    | 21 de julio | 16:00   | Gol Perú |
| Sport Huancayo       | 2 – 0     | Univ. César Vallejo | Huancayo                     | 22 de julio | 20:00   | Gol Perú |

| Fecha 3             | Fecha 3   | Fecha 3              | Fecha 3                   | Fecha 3      | Fecha 3 | Fecha 3  |
| Local               | Resultado | Visitante            | Estadio                   | Fecha        | Hora    | TV       |
| ------------------- | --------- | -------------------- | ------------------------- | ------------ | ------- | -------- |
| Real Garcilaso      | 1 – 0     | Carlos A. Mannucci   | Inca Garcilaso de la Vega | 16 de agosto | 15:00   | Gol Perú |
| Universitario       | 0 – 0     | Univ. San Martín     | Monumental                | 16 de agosto | 20:00   | Gol Perú |
| Pirata F. C.        | 0 – 2     | Unión Comercio       | Francisco Mendoza Pizarro | 17 de agosto | 13:15   | Gol Perú |
| UTC de Cajamarca    | 0 – 2     | F. B. C. Melgar      | Héroes de San Ramón       | 17 de agosto | 15:30   | Gol Perú |
| Academia Cantolao   | 0 – 2     | Sport Huancayo       | Miguel Grau               | 17 de agosto | 17:45   | Gol Perú |
| Univ. César Vallejo | 3 – 1     | Alianza Lima         | Mansiche                  | 17 de agosto | 20:00   | Gol Perú |
| Deportivo Municipal | 1 – 1     | Deportivo Binacional | Segundo Aranda Torres     | 18 de agosto | 13:15   | Gol Perú |
| Sporting Cristal    | 4 – 2     | Sport Boys           | Alberto Gallardo          | 18 de agosto | 15:30   | Gol Perú |
| Ayacucho F. C.      | 3 – 2     | Alianza Universidad  | Ciudad de Cumaná          | 19 de agosto | 15:00   | Gol Perú |

| Fecha 4              | Fecha 4   | Fecha 4             | Fecha 4                      | Fecha 4      | Fecha 4 | Fecha 4  |
| Local                | Resultado | Visitante           | Estadio                      | Fecha        | Hora    | TV       |
| -------------------- | --------- | ------------------- | ---------------------------- | ------------ | ------- | -------- |
| F. B. C. Melgar      | 2 – 1     | Real Garcilaso      | Monumental de la UNSA        | 23 de agosto | 20:00   | Gol Perú |
| Deportivo Binacional | 2 – 1     | Ayacucho F. C.      | Guillermo Briceño Rosamedina | 24 de agosto | 15:15   | Gol Perú |
| Sport Huancayo       | 4 – 2     | Deportivo Municipal | Huancayo                     | 24 de agosto | 17:45   | Gol Perú |
| Alianza Lima         | 3 – 2     | Academia Cantolao   | Alejandro Villanueva         | 24 de agosto | 20:00   | Gol Perú |
| Univ. San Martín     | 2 – 2     | Pirata F. C.        | Alberto Gallardo             | 25 de agosto | 11:15   | Gol Perú |
| Unión Comercio       | 2 – 1     | Sporting Cristal    | IPD de Moyobamba             | 25 de agosto | 13:30   | Gol Perú |
| Alianza Universidad  | 2 – 1     | UTC de Cajamarca    | Heraclio Tapia               | 25 de agosto | 15:30   | –        |
| Carlos A. Mannucci   | 1 – 0     | Universitario       | Mansiche                     | 25 de agosto | 16:00   | Gol Perú |
| Sport Boys           | 1 – 1     | Univ. César Vallejo | Miguel Grau                  | 26 de agosto | 20:00   | Gol Perú |

| Fecha 5             | Fecha 5   | Fecha 5              | Fecha 5                   | Fecha 5         | Fecha 5 | Fecha 5  |
| Local               | Resultado | Visitante            | Estadio                   | Fecha           | Hora    | TV       |
| ------------------- | --------- | -------------------- | ------------------------- | --------------- | ------- | -------- |
| Ayacucho F. C.      | 1 – 1     | Sport Huancayo       | Ciudad de Cumaná          | 30 de agosto    | 15:00   | Gol Perú |
| Univ. César Vallejo | 2 – 3     | Sporting Cristal     | Mansiche                  | 30 de agosto    | 20:00   | Gol Perú |
| Univ. San Martín    | 3 – 0     | Unión Comercio       | Alberto Gallardo          | 31 de agosto    | 11:00   | Gol Perú |
| UTC de Cajamarca    | 0 – 0     | Deportivo Binacional | Héroes de San Ramón       | 31 de agosto    | 15:30   | Gol Perú |
| Academia Cantolao   | 1 – 2     | Sport Boys           | Miguel Grau               | 31 de agosto    | 17:45   | Gol Perú |
| Universitario       | 2 – 1     | F. B. C. Melgar      | Monumental                | 31 de agosto    | 20:00   | Gol Perú |
| Pirata F. C.        | 0 – 0     | Carlos A. Mannucci   | Francisco Mendoza Pizarro | 1 de septiembre | 13:15   | Gol Perú |
| Deportivo Municipal | 2 – 2     | Alianza Lima         | Mansiche                  | 1 de septiembre | 16:00   | Gol Perú |
| Real Garcilaso      | 0 – 1     | Alianza Universidad  | Túpac Amaru               | 2 de septiembre | 15:00   | Gol Perú |

| Fecha 6              | Fecha 6   | Fecha 6             | Fecha 6                      | Fecha 6         | Fecha 6 | Fecha 6  |
| Local                | Resultado | Visitante           | Estadio                      | Fecha           | Hora    | TV       |
| -------------------- | --------- | ------------------- | ---------------------------- | --------------- | ------- | -------- |
| Carlos A. Mannucci   | 1 – 0     | Univ. San Martín    | Mansiche                     | 6 de septiembre | 20:00   | Gol Perú |
| Sport Huancayo       | 2 – 1     | UTC de Cajamarca    | Huancayo                     | 7 de septiembre | 15:30   | Gol Perú |
| F. B. C. Melgar      | 3 – 0     | Pirata F. C.        | Monumental de la UNSA        | 7 de septiembre | 17:45   | Gol Perú |
| Sport Boys           | 2 – 1     | Deportivo Municipal | Miguel Grau                  | 7 de septiembre | 20:00   | Gol Perú |
| Sporting Cristal     | 1 – 1     | Academia Cantolao   | Alberto Gallardo             | 8 de septiembre | 11:15   | Gol Perú |
| Unión Comercio       | 0 – 0     | Univ. César Vallejo | IPD de Moyobamba             | 8 de septiembre | 13:30   | Gol Perú |
| Alianza Universidad  | 0 – 1     | Universitario       | Heraclio Tapia               | 8 de septiembre | 15:00   | –        |
| Alianza Lima         | 2 – 0     | Ayacucho F. C.      | Alejandro Villanueva         | 8 de septiembre | 16:00   | Gol Perú |
| Deportivo Binacional | 2 – 2     | Real Garcilaso      | Guillermo Briceño Rosamedina | 9 de septiembre | 15:00   | Gol Perú |

| Fecha 7             | Fecha 7   | Fecha 7              | Fecha 7                   | Fecha 7          | Fecha 7 | Fecha 7  |
| Local               | Resultado | Visitante            | Estadio                   | Fecha            | Hora    | TV       |
| ------------------- | --------- | -------------------- | ------------------------- | ---------------- | ------- | -------- |
| Ayacucho F. C.      | 0 – 1     | Sport Boys           | Ciudad de Cumaná          | 13 de septiembre | 15:00   | Gol Perú |
| Pirata F. C.        | 0 – 0     | Alianza Universidad  | Francisco Mendoza Pizarro | 14 de septiembre | 11:00   | Gol Perú |
| Univ. San Martín    | 1 – 1     | F. B. C. Melgar      | Alberto Gallardo          | 14 de septiembre | 13:15   | Gol Perú |
| UTC de Cajamarca    | 1 – 1     | Alianza Lima         | Héroes de San Ramón       | 14 de septiembre | 15:30   | Gol Perú |
| Academia Cantolao   | 1 – 0     | Univ. César Vallejo  | Miguel Grau               | 14 de septiembre | 17:45   | Gol Perú |
| Universitario       | 2 – 0     | Deportivo Binacional | Monumental                | 14 de septiembre | 20:00   | Gol Perú |
| Carlos A. Mannucci  | 2 – 1     | Unión Comercio       | Mansiche                  | 15 de septiembre | 13:30   | Gol Perú |
| Deportivo Municipal | 0 – 1     | Sporting Cristal     | Segundo Aranda Torres     | 15 de septiembre | 16:00   | Gol Perú |
| Real Garcilaso      | 0 – 1     | Sport Huancayo       | Túpac Amaru               | 16 de septiembre | 15:00   | Gol Perú |

| Fecha 8              | Fecha 8   | Fecha 8             | Fecha 8                      | Fecha 8          | Fecha 8 | Fecha 8  |
| Local                | Resultado | Visitante           | Estadio                      | Fecha            | Hora    | TV       |
| -------------------- | --------- | ------------------- | ---------------------------- | ---------------- | ------- | -------- |
| Deportivo Binacional | 2 – 0     | Pirata F. C.        | Guillermo Briceño Rosamedina | 20 de septiembre | 15:00   | Gol Perú |
| Univ. César Vallejo  | 3 – 1     | Deportivo Municipal | Mansiche                     | 20 de septiembre | 20:00   | Gol Perú |
| Unión Comercio       | 5 – 2     | Academia Cantolao   | IPD de Moyobamba             | 21 de septiembre | 13:15   | Gol Perú |
| Sport Boys           | 4 – 0     | UTC de Cajamarca    | Miguel Grau                  | 21 de septiembre | 17:45   | Gol Perú |
| Sport Huancayo       | 0 – 1     | Universitario       | Huancayo                     | 21 de septiembre | 20:00   | Gol Perú |
| Sporting Cristal     | 1 – 0     | Ayacucho F. C.      | Alberto Gallardo             | 22 de septiembre | 11:30   | Gol Perú |
| Alianza Universidad  | 1 – 1     | Univ. San Martín    | Heraclio Tapia               | 22 de septiembre | 15:00   | –        |
| Alianza Lima         | 1 – 0     | Real Garcilaso      | Alejandro Villanueva         | 22 de septiembre | 15:30   | Gol Perú |
| F. B. C. Melgar      | 0 – 1     | Carlos A. Mannucci  | Monumental de la UNSA        | 22 de septiembre | 18:00   | Gol Perú |

| Fecha 9             | Fecha 9   | Fecha 9              | Fecha 9                   | Fecha 9          | Fecha 9 | Fecha 9  |
| Local               | Resultado | Visitante            | Estadio                   | Fecha            | Hora    | TV       |
| ------------------- | --------- | -------------------- | ------------------------- | ---------------- | ------- | -------- |
| Real Garcilaso      | 4 – 0     | Sport Boys           | Inca Garcilaso de la Vega | 27 de septiembre | 15:00   | Gol Perú |
| Pirata F. C.        | 2 – 1     | Sport Huancayo       | Francisco Mendoza Pizarro | 28 de septiembre | 11:00   | Gol Perú |
| UTC de Cajamarca    | 1 – 1     | Sporting Cristal     | Héroes de San Ramón       | 28 de septiembre | 15:30   | Gol Perú |
| Carlos A. Mannucci  | 0 – 0     | Alianza Universidad  | Mansiche                  | 28 de septiembre | 17:45   | Gol Perú |
| F. B. C. Melgar     | 1 – 1     | Unión Comercio       | Monumental de la UNSA     | 28 de septiembre | 20:00   | Gol Perú |
| Deportivo Municipal | 1 – 3     | Academia Cantolao    | Segundo Aranda Torres     | 29 de septiembre | 11:30   | Gol Perú |
| Universitario       | 1 – 0     | Alianza Lima         | Monumental                | 29 de septiembre | 16:00   | Gol Perú |
| Univ. San Martín    | 1 – 3     | Deportivo Binacional | Alberto Gallardo          | 30 de septiembre | 13:15   | Gol Perú |
| Ayacucho F. C.      | 1 – 0     | Univ. César Vallejo  | Ciudad de Cumaná          | 30 de septiembre | 15:30   | Gol Perú |

| Fecha 10             | Fecha 10  | Fecha 10            | Fecha 10                     | Fecha 10     | Fecha 10 | Fecha 10 |
| Local                | Resultado | Visitante           | Estadio                      | Fecha        | Hora     | TV       |
| -------------------- | --------- | ------------------- | ---------------------------- | ------------ | -------- | -------- |
| Sport Huancayo       | 0 – 0     | Univ. San Martín    | Huancayo                     | 4 de octubre | 20:00    | Gol Perú |
| Academia Cantolao    | 1 – 2     | Ayacucho F. C.      | Miguel Grau                  | 5 de octubre | 13:15    | Gol Perú |
| Deportivo Binacional | 4 – 0     | Carlos A. Mannucci  | Guillermo Briceño Rosamedina | 5 de octubre | 15:30    | Gol Perú |
| Alianza Lima         | 3 – 2     | Pirata F. C.        | Alejandro Villanueva         | 5 de octubre | 20:00    | Gol Perú |
| Sporting Cristal     | 3 – 0     | Real Garcilaso      | Alberto Gallardo             | 6 de octubre | 11:00    | Gol Perú |
| Unión Comercio       | 2 – 1     | Deportivo Municipal | IPD de Moyobamba             | 6 de octubre | 13:15    | Gol Perú |
| Alianza Universidad  | 2 – 1     | F. B. C. Melgar     | Heraclio Tapia               | 6 de octubre | 15:00    | –        |
| Sport Boys           | 0 – 0     | Universitario       | Miguel Grau                  | 6 de octubre | 15:30    | Gol Perú |
| Univ. César Vallejo  | 0 – 0     | UTC de Cajamarca    | Mansiche                     | 6 de octubre | 18:00    | Gol Perú |

| Fecha 11           | Fecha 11  | Fecha 11             | Fecha 11                  | Fecha 11      | Fecha 11 | Fecha 11 |
| Local              | Resultado | Visitante            | Estadio                   | Fecha         | Hora     | TV       |
| ------------------ | --------- | -------------------- | ------------------------- | ------------- | -------- | -------- |
| UTC de Cajamarca   | 1 – 1     | Academia Cantolao    | Héroes de San Ramón       | 11 de octubre | 15:00    | Gol Perú |
| Unión Comercio     | 1 – 0     | Alianza Universidad  | IPD de Moyobamba          | 12 de octubre | 11:00    | Gol Perú |
| Ayacucho F. C.     | 2 – 0     | Deportivo Municipal  | Ciudad de Cumaná          | 12 de octubre | 15:30    | Gol Perú |
| Carlos A. Mannucci | 3 – 3     | Sport Huancayo       | Mansiche                  | 12 de octubre | 17:45    | Gol Perú |
| Universitario      | 0 – 0     | Sporting Cristal     | Monumental                | 12 de octubre | 20:00    | Gol Perú |
| Pirata F. C.       | 1 – 1     | Sport Boys           | Francisco Mendoza Pizarro | 13 de octubre | 11:00    | Gol Perú |
| Univ. San Martín   | 2 – 3     | Alianza Lima         | Alberto Gallardo          | 13 de octubre | 15:30    | Gol Perú |
| F. B. C. Melgar    | 1 – 0     | Deportivo Binacional | Monumental de la UNSA     | 13 de octubre | 18:00    | Gol Perú |
| Real Garcilaso     | 2 – 0     | Univ. César Vallejo  | Inca Garcilaso de la Vega | 14 de octubre | 15:00    | Gol Perú |

| Fecha 12             | Fecha 12  | Fecha 12            | Fecha 12                     | Fecha 12      | Fecha 12 | Fecha 12 |
| Local                | Resultado | Visitante           | Estadio                      | Fecha         | Hora     | TV       |
| -------------------- | --------- | ------------------- | ---------------------------- | ------------- | -------- | -------- |
| Deportivo Binacional | 7 – 0     | Alianza Universidad | Guillermo Briceño Rosamedina | 18 de octubre | 15:30    | Gol Perú |
| Alianza Lima         | 2 – 2     | Carlos A. Mannucci  | Alejandro Villanueva         | 18 de octubre | 20:00    | Gol Perú |
| Ayacucho F. C.       | 1 – 1     | Unión Comercio      | Ciudad de Cumaná             | 19 de octubre | 15:30    | Gol Perú |
| Academia Cantolao    | 1 – 2     | Real Garcilaso      | Miguel Grau                  | 19 de octubre | 17:45    | Gol Perú |
| Sport Boys           | 0 – 0     | Univ. San Martín    | Miguel Grau                  | 19 de octubre | 20:00    | Gol Perú |
| Sporting Cristal     | 4 – 0     | Pirata F. C.        | Alberto Gallardo             | 20 de octubre | 11:15    | Gol Perú |
| Deportivo Municipal  | 0 – 0     | UTC de Cajamarca    | Miguel Grau                  | 20 de octubre | 13:30    | Gol Perú |
| Univ. César Vallejo  | 0 – 0     | Universitario       | Mansiche                     | 20 de octubre | 16:00    | Gol Perú |
| Sport Huancayo       | 1 – 1     | F. B. C. Melgar     | Huancayo                     | 21 de octubre | 20:00    | Gol Perú |

| Fecha 13            | Fecha 13  | Fecha 13             | Fecha 13                  | Fecha 13      | Fecha 13 | Fecha 13 |
| Local               | Resultado | Visitante            | Estadio                   | Fecha         | Hora     | TV       |
| ------------------- | --------- | -------------------- | ------------------------- | ------------- | -------- | -------- |
| Real Garcilaso      | 1 – 0     | Deportivo Municipal  | Inca Garcilaso de la Vega | 25 de octubre | 15:00    | Gol Perú |
| Pirata F. C.        | 0 – 2     | Univ. César Vallejo  | Francisco Mendoza Pizarro | 26 de octubre | 11:00    | Gol Perú |
| Universitario       | 1 – 1     | Academia Cantolao    | Monumental                | 26 de octubre | 20:00    | Gol Perú |
| Unión Comercio      | 0 – 2     | Deportivo Binacional | IPD de Moyobamba          | 27 de octubre | 11:00    | Gol Perú |
| Univ. San Martín    | 1 – 1     | Sporting Cristal     | Alberto Gallardo          | 27 de octubre | 13:15    | Gol Perú |
| Alianza Universidad | 2 – 4     | Sport Huancayo       | Heraclio Tapia            | 27 de octubre | 15:00    | –        |
| F. B. C. Melgar     | 2 – 3     | Alianza Lima         | Monumental de la UNSA     | 27 de octubre | 15:30    | Gol Perú |
| Carlos A. Mannucci  | 1 – 1     | Sport Boys           | Mansiche                  | 27 de octubre | 18:15    | Gol Perú |
| UTC de Cajamarca    | 2 – 0     | Ayacucho F. C.       | Héroes de San Ramón       | 28 de octubre | 15:30    | Gol Perú |

| Fecha 14            | Fecha 14  | Fecha 14             | Fecha 14             | Fecha 14       | Fecha 14 | Fecha 14 |
| Local               | Resultado | Visitante            | Estadio              | Fecha          | Hora     | TV       |
| ------------------- | --------- | -------------------- | -------------------- | -------------- | -------- | -------- |
| UTC de Cajamarca    | 2 – 1     | Unión Comercio       | Héroes de San Ramón  | 1 de noviembre | 15:30    | Gol Perú |
| Academia Cantolao   | 3 – 0     | Pirata F. C.         | Miguel Grau          | 1 de noviembre | 17:45    | Gol Perú |
| Sport Boys          | 4 – 2     | F. B. C. Melgar      | Miguel Grau          | 1 de noviembre | 20:00    | Gol Perú |
| Ayacucho F. C.      | 1 – 1     | Real Garcilaso       | Ciudad de Cumaná     | 2 de noviembre | 15:00    | Gol Perú |
| Sport Huancayo      | 0 – 0     | Deportivo Binacional | Huancayo             | 2 de noviembre | 17:45    | Gol Perú |
| Alianza Lima        | 1 – 1     | Alianza Universidad  | Alejandro Villanueva | 2 de noviembre | 20:00    | Gol Perú |
| Sporting Cristal    | 1 – 2     | Carlos A. Mannucci   | Alberto Gallardo     | 3 de noviembre | 11:00    | Gol Perú |
| Deportivo Municipal | 3 – 0     | Universitario        | Nacional             | 3 de noviembre | 15:30    | Gol Perú |
| Univ. César Vallejo | 0 – 1     | Univ. San Martín     | Mansiche             | 3 de noviembre | 18:00    | Gol Perú |

| Fecha 15             | Fecha 15  | Fecha 15            | Fecha 15                     | Fecha 15        | Fecha 15 | Fecha 15 |
| Local                | Resultado | Visitante           | Estadio                      | Fecha           | Hora     | TV       |
| -------------------- | --------- | ------------------- | ---------------------------- | --------------- | -------- | -------- |
| Real Garcilaso       | 0 – 0     | UTC de Cajamarca    | Inca Garcilaso de la Vega    | 8 de noviembre  | 15:30    | Gol Perú |
| Pirata F. C.         | 0 – 3     | Deportivo Municipal | Francisco Mendoza Pizarro    | 9 de noviembre  | 13:00    | Gol Perú |
| F. B. C. Melgar      | 2 – 3     | Sporting Cristal    | Monumental de la UNSA        | 9 de noviembre  | 15:30    | Gol Perú |
| Universitario        | 3 – 2     | Ayacucho F. C.      | Monumental                   | 9 de noviembre  | 20:00    | Gol Perú |
| Univ. San Martín     | 3 – 1     | Academia Cantolao   | Alberto Gallardo             | 10 de noviembre | 11:00    | Gol Perú |
| Unión Comercio       | 1 – 2     | Sport Huancayo      | IPD de Moyobamba             | 10 de noviembre | 13:00    | Gol Perú |
| Alianza Universidad  | 2 – 0     | Sport Boys          | Heraclio Tapia               | 10 de noviembre | 15:00    | –        |
| Deportivo Binacional | 0 – 0     | Alianza Lima        | Guillermo Briceño Rosamedina | 10 de noviembre | 15:15    | Gol Perú |
| Carlos A. Mannucci   | 2 – 2     | Univ. César Vallejo | Mansiche                     | 10 de noviembre | 17:30    | Gol Perú |

| Fecha 16            | Fecha 16  | Fecha 16             | Fecha 16                  | Fecha 16        | Fecha 16 | Fecha 16 |
| Local               | Resultado | Visitante            | Estadio                   | Fecha           | Hora     | TV       |
| ------------------- | --------- | -------------------- | ------------------------- | --------------- | -------- | -------- |
| Ayacucho F. C.      | 2 – 1     | Pirata F. C.         | Ciudad de Cumaná          | 15 de noviembre | 15:30    | Gol Perú |
| Alianza Lima        | 3 – 1     | Sport Huancayo       | Alejandro Villanueva      | 16 de noviembre | 15:30    | Gol Perú |
| Academia Cantolao   | 0 – 1     | Carlos A. Mannucci   | Miguel Grau               | 16 de noviembre | 17:45    | Gol Perú |
| Sport Boys          | 2 – 1     | Deportivo Binacional | Miguel Grau               | 16 de noviembre | 20:00    | Gol Perú |
| Sporting Cristal    | 2 – 1     | Alianza Universidad  | Alberto Gallardo          | 17 de noviembre | 11:00    | Gol Perú |
| Deportivo Municipal | 1 – 2     | Univ. San Martín     | Segundo Aranda Torres     | 17 de noviembre | 13:00    | Gol Perú |
| UTC de Cajamarca    | 1 – 1     | Universitario        | Héroes de San Ramón       | 17 de noviembre | 15:30    | Gol Perú |
| Univ. César Vallejo | 0 – 3     | F. B. C. Melgar      | Mansiche                  | 17 de noviembre | 18:30    | Gol Perú |
| Real Garcilaso      | 4 – 0     | Unión Comercio       | Inca Garcilaso de la Vega | 18 de noviembre | 15:00    | Gol Perú |

| Fecha 17             | Fecha 17  | Fecha 17            | Fecha 17                     | Fecha 17        | Fecha 17 | Fecha 17          |
| Local                | Resultado | Visitante           | Estadio                      | Fecha           | Hora     | TV                |
| -------------------- | --------- | ------------------- | ---------------------------- | --------------- | -------- | ----------------- |
| Pirata F. C.         | 3 – 1     | UTC de Cajamarca    | Francisco Mendoza Pizarro    | 24 de noviembre | 11:00    | Gol Perú          |
| Unión Comercio       | 2 – 3     | Alianza Lima (G)    | IPD de Moyobamba             | 24 de noviembre | 15:00    | Gol Perú          |
| Deportivo Binacional | 4 – 1     | Sporting Cristal    | Guillermo Briceño Rosamedina | 24 de noviembre | 15:00    | Movistar Deportes |
| Universitario        | 1 – 0     | Real Garcilaso      | Monumental                   | 24 de noviembre | 15:00    | Gol TV            |
| Alianza Universidad  | 0 – 1     | Univ. César Vallejo | Heraclio Tapia               | 24 de noviembre | 15:00    | –                 |
| Carlos A. Mannucci   | 2 – 2     | Deportivo Municipal | Mansiche                     | 24 de noviembre | 15:00    | –                 |
| F. B. C. Melgar      | 4 – 2     | Academia Cantolao   | Monumental de la UNSA        | 24 de noviembre | 15:00    | –                 |
| Sport Huancayo       | 0 – 1     | Sport Boys          | Huancayo                     | 24 de noviembre | 15:00    | –                 |
| Univ. San Martín     | 0 – 0     | Ayacucho F. C.      | Alberto Gallardo             | 24 de noviembre | 15:00    | –                 |

### Tabla de resultados cruzados
| Local \ Visitante    | ACA | ALI | AUN | AYA | MAN | BIN | MUN | MEL | PIR | RGA | SBO | HUA | CRI | UCO | UCV | USM | UTC | UNI |
| -------------------- | --- | --- | --- | --- | --- | --- | --- | --- | --- | --- | --- | --- | --- | --- | --- | --- | --- | --- |
| Academia Cantolao    | —   |     | 2–1 | 1–2 | 0–1 |     | 0–1 |     | 3–0 | 1–2 | 1–2 | 0–2 |     |     | 1–0 |     |     |     |
| Alianza Lima         | 3–2 | —   | 1–1 | 2–0 | 2–2 |     |     |     | 3–2 | 1–0 | a   | 3–1 | 2–1 |     |     |     |     |     |
| Alianza Universidad  |     |     | —   |     |     |     | 2–1 | 2–1 |     |     | 2–0 | 2–4 |     |     | 0–1 | 1–1 | 2–1 | 0–1 |
| Ayacucho F. C.       |     |     | 3–2 | —   | 1–0 |     | 2–0 |     | 2–1 | 1–1 | 0–1 | 1–1 |     | 1–1 | 1–0 |     |     |     |
| Carlos A. Mannucci   | 1–0 |     | 0–0 |     | —   |     | 2–2 |     |     |     | 1–1 | 3–3 |     | 2–1 | 2–2 | 1–0 | 2–1 | 1–0 |
| Deportivo Binacional | 1–1 | 0–0 | 7–0 | 2–1 | 4–0 | —   |     |     | 2–0 | 2–2 |     |     | 4–1 |     |     |     |     |     |
| Deportivo Municipal  | 1–3 | 2–2 |     |     |     | 1–1 | —   | 1–0 |     |     |     |     | 0–1 |     |     | 1–2 | 0–0 | 3–0 |
| F. B. C. Melgar      | 4–2 | 2–3 |     | 3–0 | 0–1 | 1–0 |     | —   |     | 2–1 |     |     | 2–3 | 1–1 | 3–0 |     |     |     |
| Pirata F. C.         | 1–2 |     | 0–0 |     | 0–0 |     | 0–3 |     | —   |     | 1–1 | 2–1 |     | 0–2 | 0–2 |     | 3–1 | 0–1 |
| Real Garcilaso       |     |     | 0–1 |     | 1–0 |     | 1–0 |     | 0–1 | —   | 4–0 | 0–1 |     | 4–0 | 2–0 |     | 0–0 |     |
| Sport Boys           |     | 1–2 |     |     |     | 2–1 | 2–1 | 4–2 |     |     | —   |     |     |     | 1–1 | 0–0 | 4–0 | 0–0 |
| Sport Huancayo       |     | 1–3 |     |     |     | 0–0 | 4–2 | 1–1 |     |     | 0–1 | —   |     |     | 2–0 | 0–0 | 2–1 | 0–1 |
| Sporting Cristal     | 1–1 | a   | 2–1 | 1–0 | 1–2 |     |     |     | 4–0 | 3–0 | 4–2 | 3–0 | —   |     |     |     |     | a   |
| Unión Comercio       | 5–2 | 2–3 | 1–0 |     |     | 0–2 | 2–1 |     |     |     | 1–1 | 1–2 | 2–1 | —   | 0–0 |     |     |     |
| Univ. César Vallejo  |     | 3–1 |     |     |     | 1–1 | 3–1 | 0–3 |     |     |     |     | 2–3 |     | —   | 0–1 | 0–0 | 0–0 |
| Univ. San Martín     | 3–1 | 2–3 |     | 0–0 |     | 1–3 | 2–1 | 1–1 | 2–2 | 2–1 |     |     | 1–1 | 3–0 |     | —   |     |     |
| UTC de Cajamarca     | 1–1 | 1–1 |     | 2–0 |     | 0–0 |     | 0–2 |     |     |     |     | 1–1 | 2–1 |     | 0–2 | —   | 1–1 |
| Universitario        | 1–1 | 1–0 |     | 3–2 |     | 2–0 | a   | 2–1 |     | 1–0 | a   |     | 0–0 | 2–1 |     | 0–0 |     | —   |

## Premios y reconocimientos

### Goleadores
| Bernardo Cuesta   | Melgar                     | 13 | 16 |
| Joffre Escobar    | Univ. San Martín de Porres | 12 | 15 |
| Donald Millán     | Deportivo Binacional       | 11 | 14 |
| Cristian Palacios | Sporting Cristal           | 10 | 15 |
| Fuente: Liga1     |                            |    |    |

### Equipo ideal
| POR           | José Carvallo       | Universitario        |
| DEF           | Aldo Corzo          | Universitario        |
| DEF           | Carlos Beltrán      | Alianza Lima         |
| DEF           | Nelinho Quina       | Universitario        |
| DEF           | Anthony Rosell      | Alianza Lima         |
| MED           | Christofer Gonzales | Sporting Cristal     |
| MED           | Alejandro Hohberg   | Universitario        |
| MED           | Donald Millán       | Deportivo Binacional |
| DEL           | Kevin Quevedo       | Alianza Lima         |
| DEL           | Felipe Rodríguez    | Alianza Lima         |
| DEL           | Bernardo Cuesta     | Melgar               |
| Fuente: Liga1 |                     |                      |